# دونالد دبليو. ديفيس
دونالد دبليو. ديفيس (بالإنجليزية: Donald W. Davis) هو كبير الإداريين التنفيذيين أمريكي، ولد في 10 يونيو 1921 في سبرينغفيلد في الولايات المتحدة، وتوفي في 11 سبتمبر 2010 بسبب لمفوما.